# Marijo Možnik
Marijo Možnik (Zagabria, 18 gennaio 1991) è un ginnasta croato.

## Palmarès

### Mondiali
- 1 medaglia:
  - 1 bronzo (Nanning 2014 nella barra orizzontale)

### Europei
- 2 medaglie:
  - 1 oro (Montpellier 2015 nella barra orizzontale)
  - 1 argento (Montpellier 2012 nella barra orizzontale)

### Giochi del Mediterraneo
- 1 medaglia:
  - 1 argento (Mersin 2013 nella barra orizzontale)